# Alloeocarpa affinis
Alloeocarpa affinis is een zakpijpensoort uit de familie van de Styelidae. De wetenschappelijke naam van de soort is voor het eerst geldig gepubliceerd in 1921 door Bovien.